# 白 HAKU
『白 HAKU』は、渋沢さつきによる日本の漫画作品。『別冊近代麻雀』（竹書房）にて、1991年より1994年まで連載された。

## 概要
熱中できるものが見つからず、無気力な日々を送っていた高校生、水野義江が麻雀、そして大鷲組の代打ち十字を始めとするさまざまな人物と出会い、雀士「白」として成長していく物語。白の高校生時代の第1部と青年期の第2部の2部構成になっている。

## 登場人物
白（はく）
本名は水野義江（みずの よしえ）。第1部では高校生だったが、第2部では成人している。ゲームセンターにいたところを窪田につかまり、「白」として麻雀を打つことになる。のちに様々な人との出会いや事件を経て高校を退学、麻雀に生きることを選ぶ。学校をよくサボっているが、一目見た数学の問題をあっさり解いたり、教師に退学を惜しまれたりと、成績はかなり良かったようである。普段はクールで物事に関心を示そうとしないが、心から麻雀を愛しており、正々堂々と戦わない者には不満や怒りをあらわにし、ライバルであり目標である十字が関係することには感情を出しやすいなど、激情家の面を併せ持つ。
十字猛夫（じゅうじ たけお）
新宿大鷲組の代打ちで、天才的な打ち手。白は彼に完敗したことで麻雀の世界に深く入り込んでゆく。言動は冷静かつストイックで、大鷲組初代組長・大鷲に対する忠誠心が強い。それには学生の頃、大鷲の息子を誤って射殺してしまった過去が関係している。その事件により右足が不自由になり、服役していた。第2部では大鷲を失った後、博打クラブ「爛柯（らんか）」で打っていたが、生きる気力を失っていたためもあり、薬物中毒になってしまっていた。白に助けられるが…。
なお、『白 HAKU』の外伝である『黒の男』では主人公として登場する。
窪田規一（くぼた きいち）
元教師で白のマネージャー。白を見つけて麻雀打ちに仕立て上げたが、麻雀を打っていたことがばれて教師を首になる。白が麻雀で集めた金で元妻に慰謝料を払っているが、我が身を顧みない行動を取る白を叱責しつつも気遣う。第2部には登場しない。
大鷲（おおわし）
大鷲組初代組長。十字に挑む白を見込んでいる。第2部では故人である。
鬼無（きなし）
大鷲組の若頭。横浜で西星会との勝負を前にした景気づけに白と勝負するも返り討ちに遭う。そしてその場で弟子丸ら西星会と遭遇して銃撃戦となり、命を落としてしまう。
一谷牧（いちたに まき）
大鷲組の組員。岡山出身。十字を尊敬しており、白の友人になる。第2部では神戸大王会の傘下に入りかけている大鷲組を守ろうと神戸に乗り込んだり、王寺を狙撃しようとするなど、奔走する。
鈴（れい）
バー「手白香（てしらか）」で働く強気な女性。十字の恋人であり、第1部では十字のパートナーの座を巡って白に挑むが敗れる。第2部では大鷲組の分裂において牧を庇いつつ、大鷲組のヤクザに麻雀を挑むも追い詰められ、白に助けられる。
弟子丸（でしまる）
横浜西星会の代打ち兼投資顧問。女好きでひょうきんだが、麻雀の腕はかなりのもので、十字を破ったこともある。第1部の最後まで白を苦しめた。第2部には登場していないが、続編『白 NEXT GENERATION』でその後の姿が1コマだけ描かれる。
西紋（さいもん）
横浜西星会会長。眼鏡をかけている。東京進出を狙い、大鷲組に挑戦する。
寝待（ねまち）
横浜西星会の幹部と思われる。奔放な弟子丸のお目付け役もさせられている。イカサマを使って戦うも、白と十字には敵わなかった。
倉橋（くらはし）
歌舞伎署の刑事。刑事でありながら金好きで、度々白を賭場に誘って打たせる。大鷲組が分裂していた時は鈴に頼まれて白のボディーガードをしたこともある。終盤、白に助けられた対価として、王寺と戦う舞台を整えるために乱橋を捕らえた。
常山
大鷲組の幹部。第2部では初代組長・大鷲の病死に伴い二代目組長になるが、大鷲組を神戸大王会に売ろうとし、乱橋を客人に迎えた。
乱橋（らんばし）
神戸大王会若頭。東京進出の足掛かりとして大鷲組の客人となる。捨て牌で自分の手を予測させない打ち方をするが、白には通じなかった。常山とともに十字が「爛柯」に行くよう仕向けたことで、白の怒りを買う。
真喜屋（まきや）
「爛柯」のマネージャーで、乱橋の部下。十字を連れ戻そうとする白とロシアンルーレット麻雀で戦う。
王寺陽一郎（おうじ）
神戸大王会会長。インターネットで「KING」という名で麻雀を打っている。全国制覇を狙い、その足がかりに常山の申し出を受けて大鷲組を傘下に入れようとする。作中最後の敵で、痛烈な読みを持ち、白を追い詰める。

## 単行本
近代麻雀コミックスから全4巻完結。
| 巻    | 初版発行       | ISBN          | 収録                  | 初出         | 初出                         |
| ----- | -------------- | ------------- | --------------------- | ------------ | ---------------------------- |
| 第1巻 | 1992年5月24日  | 9784884755768 | 第1部 第1話 - 第9話   | 別冊近代麻雀 | 平成3年7月号 - 平成4年3月号  |
| 第2巻 | 1993年1月9日   | 9784884756192 | 第1部 第10話 - 第18話 | 別冊近代麻雀 | 平成4年4月号 - 平成4年12月号 |
| 第3巻 | 1993年12月27日 | 9784884756802 | 第2部 第1話 - 第9話   | 別冊近代麻雀 | 平成5年2月号 - 平成5年10月号 |
| 第4巻 | 1994年9月27日  | 9784884757373 | 第2部 第10話 - 第18話 | 別冊近代麻雀 | 平成5年12月号 - 平成6年8月号 |